# پراتا سانیتا
پراتا سانیتا (به ایتالیایی: Prata Sannita) یک کومونه در ایتالیا است که در استان کسرتا واقع شده‌است.

## خصوصیات
پراتا سانیتا ۲۱٫۱ کیلومترمربع مساحت و ۱٬۶۱۱ نفر جمعیت دارد و ۳۶۰ متر بالاتر از سطح دریا واقع شده‌است.